# Donald Behm
Donald Behm (n. 13 februarie 1945, Vancouver, Washington, SUA) este un luptător ce a reprezentat Statele Unite ale Americii, medaliat olimpic. A participat la o ediție a Jocurilor Olimpice (1968) în care a câștigat o medalie de argint.

## Participări
Lista de mai jos prezintă principalele competiții la care a participat Donald Behm de-a lungul carierei.
- wrestling at the 1968 Summer Olympics – men's freestyle 57 kg[*]